# 緣覺縣
緣覺縣，是明代交阯承宣布政使司清化府九真州下轄的一個縣，後陷入安南，治所約在今越南清化省廣昌縣的北部。

## 沿革
- 永樂五年六月癸未朔（1407年7月5日）置，隸清化府九真州[2]。
- 永樂六年十月二十六日（1408年11月13日），設緣覺縣布衛海口廵檢司[3]。
- 永樂七年正月二十一甲子（1409年2月5日），設緣覺縣天甲海口廵檢司[4]。
- 永樂十三年八月二十三日（1415年9月25日），併九真州之緣覺縣入本州[5]。
- 永樂十六年八月初二日（1418年9月1日），改緣覺縣之天甲海口、布衛海口二巡檢司隸九真州[6]。

## 人物
- 謝益，廣東增城縣人，任緣覺縣知縣[7]
- 陳海，廣東寧遠縣人，永樂三年乙酉科舉人，任緣覺縣典史[8]